# Cancrincolidae
Cancrincolidae är en familj av kräftdjur. Cancrincolidae ingår i ordningen Harpacticoida, klassen Maxillopoda, fylumet leddjur och riket djur. Enligt Catalogue of Life omfattar familjen Cancrincolidae 5 arter. 
Kladogram enligt Catalogue of Life:
| Cancrincolidae | \| \| Antillesia \| \| \| \| \| \| Cancrincola \| \| \| \| |
|                | \| \| Antillesia \| \| \| \| \| \| Cancrincola \| \| \| \| |
|                | Antillesia                                                 |
|                |                                                            |
|                | Cancrincola                                                |
|                |                                                            |